# Pieter de Marees
Pieter de Marees was een Nederlands ontdekkingsreiziger, die van 1600-1602 een handelsreis maakte naar de Goudkust van Guinea. Datzelfde jaar (1602) publiceerde hij een verslag van zijn reis met een uitgebreide beschrijving van de gebieden die hij had bezocht. Het is daarmee het oudste Nederlandstalige gedrukte boek over dit gebied. Afgezien van zijn eigen werk, bevat het ook een beschrijving van het koninkrijk Benin, waarvan de schrijver slechts als 'D.R.' gegeven is. Deze D.R. is vermoedelijk Dierick Ruyters.

## Achtergrond auteur
Etymologisch gezien doet zijn achternaam vermoeden dat hij Vlaams van origine was. Dit vermoeden wordt gesterkt door het feit dat De Marees ook Antwerpse woorden gebruikt in z’n boek. Ook genealogisch onderzoek toont aan dat hij afkomstig was van Antwerpen. Zijn voorouders kwamen volgens het onderzoek zelfs uit Frankrijk en bekleedden tamelijk belangrijke functies zoals baljuw, gouverneur, of ridder.

## Expeditie naar Guinea

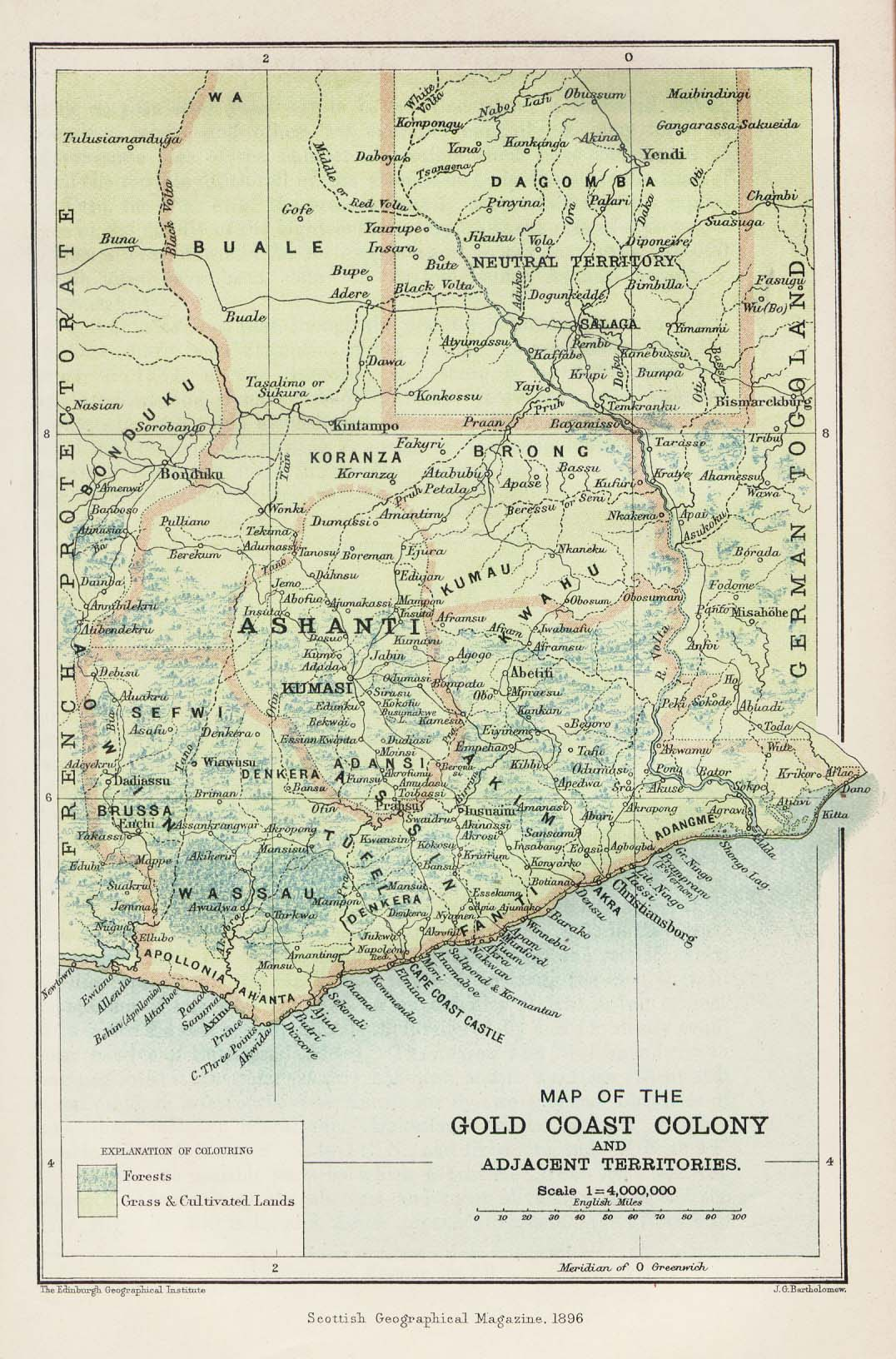
Goudkust van Guinea

Pieter de Marees is bekend van zijn reisverslag dat hij schreef over de Goudkust van Guinea, conform het huidige Ghana. Hij werkte onder de initialen P.D.M.
Onderzoekers kwamen tot de conclusie dat deze initialen verwezen naar Pieter De Marees toen er een titelblad van Colijn's ‘verzamelingen van reizen’, werd ontdekt. Hierin staat vermeld dat de schrijver van het werk De Marees is. Het boek werd Beschrijvinghe ende historische verhael van het Gout Koninckrijck van Gunea anders de Gout-custe de Mina genaemt, liggende in het deel van Africa getiteld en verscheen in 1602. Ongeveer gelijktijdig met het begin van de opmars van de Verenigde Provinciën als koloniale grootmacht.
Om te beginnen hield de auteur een logboek bij van de heen- en terugreis. Hierdoor is bekend dat de expeditie aanvatte op 1 november 1600 en dat ze aankwamen op hun bestemming op 1 januari 1601. Eenmaal aangekomen op het vasteland vermeldt hij geen exacte data meer. Aan het einde hervat hij zijn dagboek. De Marees herneemt het bij het moment wanneer de terugreis van start ging, op 2 januari 1602. Het dagboek eindigt op 21 maart 1602, de datum wanneer De Marees terug aankwam in Amsterdam. Dit betekent dat de expeditie precies één jaar duurde.
Naast een beschrijving van de streek beschreef de auteur ook de plaatselijke rituelen van de inwoners aldaar. De Marees ging hierbij sociologisch te werk. Zo beschrijft hij hun gezinsstructuren , religie, cultuur en dergelijke. Aangezien de auteur mee was op handelsreis besteedt hij ook verschillende hoofdstukken aan de plaatselijke economie en handel. Daarnaast schrijft hij veel over de inheemse fauna en flora. Opmerkelijk is dat hij een paar lemma’s wijdt aan het feit dat de inwoners erg subtiel zouden kunnen stelen en een rancuneuze houding zouden aannemen tegenover elkaar.. Alhoewel deze hoofdstukken het vermoeden kunnen wekken dat De Marees minachtend is over de plaatselijke bevolking, zijn er enkele kapittels waarin hij ook zijn bewondering toont over bepaalde aspecten van het volk. Onder meer de imposante lichaamsbouw en hun fijne houtbewerking worden positief door hem onthaald. De laatste vier hoofdstukken gaan ten slotte over de geschiedenis van de streek.
Zijn verslag werd al snel van grote waarde bevonden en werd dan ook snel vertaald. Zo werd er na een jaar van de Nederlandse uitgave (1602) reeds een Duitse versie uitgebracht. Ook een Engelse en een Latijnse vertaling zagen al snel het levenslicht. Allen verschenen ook bij verschillende uitgevers wat erop wijst dat het werk indertijd populair was. Verscheidene uitgevers wilden dus een graantje van het succes meepikken. Verder werd het boek nog tweemaal herdrukt, respectievelijk in 1617 en 1650.
Vele van de auteurs die na hem over de streek hebben geschreven baseerden zich deels op zijn boek. Het gold als het beste boek over de Goudkust uit de zeventiende eeuw. Het duurde nog tot 1737 vooraleer zijn werk werd overtroffen. In dat jaar verscheen een boek van Willem Bosman dat eveneens grote populariteit verwierf.